# Anders Konradsen
Anders Ågnes Konradsen (Bodø, 1990. július 18. –) norvég válogatott labdarúgó, posztját tekintve középpályás.
Öccse, Morten Konradsen szintén labdarúgó.

## Pályafutása

### Klubcsapatokban
Konradsen a norvégiai Bodø városában született. Az ifjúsági pályafutását a helyi Bodø/Glimt akadémiájánál kezdte.
2007-ben mutatkozott be a Bodø/Glimt felnőtt csapatában. 2011 és 2013 között a Strømsgodsetnél játszott. 2013-ban a francia első osztályban szereplő Rennes csapatához igazolt.
2015-ben visszatért Norvégiába és a Rosenborgnál folytatta a labdarúgást. A ligában először a 2015. augusztus 23-ai, Mjøndalen ellen 1–0-ás győzelemmel zárult mérkőzésen lépett pályára. 2015. szeptember 13-án, Stabæk ellen 1–0-ra megnyert találkozón Konradsen szerezte meg a győztes gólt. 2022. február 28-án egyéves szerződést kötött a Bodø/Glimt együttesével. 2022. április 10-én, a Sandefjord ellen 2–1-re megnyert bajnoki 73. percében Hugo Vetlesen cseréjeként debütált a klub színeiben.

### A válogatottban
Konradsen az U17-estől az U23-asig szinte minden korosztályban képviselte Norvégiát.
2012-ben debütált a norvég válogatottban. Először a 2012. november 14-ei, Magyarország ellen 2–0-ra megnyert mérkőzés 84. percében, Ruben Yttergård Jenssent váltva lépett pályára. Első válogatott gólját 2014. május 31-én, Oroszország ellen 1–1-es döntetlennel zárult barátságos mérkőzésen szerezte.

## Statisztikák
2022. november 3. szerint
| Klub         | Szezon   | Osztály      | Bajnokság | Bajnokság | Kupa  | Kupa | Nemzetközi | Nemzetközi | Összesen | Összesen |
| Klub         | Szezon   | Osztály      | Meccs     | Gól       | Meccs | Gól  | Meccs      | Gól        | Meccs    | Gól      |
| ------------ | -------- | ------------ | --------- | --------- | ----- | ---- | ---------- | ---------- | -------- | -------- |
| Bodø/Glimt   | 2007     | Adeccoligaen | 7         | 0         | 0     | 0    | —          | —          | 7        | 0        |
| Bodø/Glimt   | 2008     | Tippeligaen  | 8         | 0         | 4     | 1    | —          | —          | 12       | 1        |
| Bodø/Glimt   | 2009     | Tippeligaen  | 26        | 2         | 2     | 0    | —          | —          | 28       | 2        |
| Bodø/Glimt   | 2010     | Adeccoligaen | 27        | 9         | 2     | 0    | —          | —          | 29       | 9        |
| Bodø/Glimt   | Összesen | Összesen     | 68        | 11        | 8     | 1    | 0          | 0          | 76       | 12       |
| Strømsgodset | 2011     | Tippeligaen  | 28        | 4         | 4     | 1    | 2          | 0          | 34       | 5        |
| Strømsgodset | 2012     | Tippeligaen  | 29        | 1         | 5     | 3    | —          | —          | 34       | 4        |
| Strømsgodset | Összesen | Összesen     | 57        | 5         | 9     | 4    | 2          | 0          | 68       | 9        |
| Rennes       | 2012–13  | Ligue 1      | 6         | 0         | 0     | 0    | —          | —          | 6        | 0        |
| Rennes       | 2013–14  | Ligue 1      | 24        | 1         | 4     | 1    | —          | —          | 28       | 2        |
| Rennes       | 2014–15  | Ligue 1      | 19        | 2         | 8     | 2    | —          | —          | 27       | 4        |
| Rennes       | Összesen | Összesen     | 49        | 3         | 12    | 3    | 0          | 0          | 61       | 6        |
| Rosenborg    | 2015     | Tippeligaen  | 9         | 4         | 2     | 0    | 8          | 0          | 19       | 4        |
| Rosenborg    | 2016     | Tippeligaen  | 26        | 4         | 6     | 0    | 6          | 0          | 38       | 4        |
| Rosenborg    | 2017     | Eliteserien  | 22        | 3         | 4     | 1    | 9          | 1          | 35       | 5        |
| Rosenborg    | 2018     | Eliteserien  | 18        | 5         | 3     | 2    | 9          | 0          | 30       | 7        |
| Rosenborg    | 2019     | Eliteserien  | 20        | 2         | 3     | 1    | 10         | 5          | 33       | 8        |
| Rosenborg    | 2020     | Eliteserien  | 11        | 0         | —     | —    | 2          | 2          | 13       | 2        |
| Rosenborg    | 2021     | Eliteserien  | 16        | 2         | 2     | 1    | 6          | 0          | 24       | 3        |
| Rosenborg    | Összesen | Összesen     | 122       | 20        | 20    | 5    | 50         | 8          | 192      | 33       |
| Bodø/Glimt   | 2022     | Eliteserien  | 7         | 0         | 1     | 0    | 6          | 0          | 14       | 0        |
| Összesen     | Összesen | Összesen     | 304       | 39        | 50    | 13   | 58         | 8          | 411      | 60       |

### A válogatottban

#### Góljai a válogatottban
| # | Időpont         | Helyszín                         | Ellenfél    | Gólok | Eredmény | Kiírás              |
| - | --------------- | -------------------------------- | ----------- | ----- | -------- | ------------------- |
| 1 | 2014. május 31. | Ullevaal Stadion, Oslo, Norvégia | Oroszország | 1–1   | 1–1      | Barátságos mérkőzés |

## Sikerei, díjai
Rosenborg
- Eliteserien
  - Bajnok (4): 2015, 2016,  2017, 2018

- Norvég Kupa
  - Győztes (3): 2015, 2016, 2017

- Mesterfinalen
  - Győztes (1): 2017

Bodø/Glimt
- Eliteserien
  - Ezüstérmes (1): 2022

Norvég U21-es válogatott
- U21-es labdarúgó-Európa-bajnokság
  - Bronzérmes (1): 2013

## Fordítás
Ez a szócikk részben vagy egészben  az   Anders Konradsen című angol Wikipédia-szócikk fordításán alapul.  Az eredeti cikk szerkesztőit annak laptörténete sorolja fel. Ez a jelzés csupán a megfogalmazás eredetét és a szerzői jogokat jelzi, nem szolgál a cikkben szereplő információk forrásmegjelöléseként.